# Бурдж Халифа
Бурдж Халифа (на арабски: برج خليفة; букв. „Кулата на Халифа“), известен преди откриването си като Бурдж Дубай, е небостъргач в Дубай, Обединените арабски емирства, който със своята обща височина от 828 m е най-високата конструкция, строена някога. Строителството му започва на 21 септември 2004 година, а сградата е официално открита на 4 януари 2010 година. Сградата е част от новоизградения комплекс Даунтаун Дубай, разположен в близост до главния търговски квартал на града и заемащ площ от 2 km².
Проектът на Бурдж Халифа е изготвен от американското бюро Скидмор, Оуингс и Мерил, като главен архитект е Ейдриън Смит (архитект), а главен конструктор – Уилям Бейкър. Главен изпълнител е южнокорейската компания Самсунг.
Общата стойност на Бурдж Халифа е около 1,5 милиарда долара, а на целия комплекс Даунтаун Дубай – 20 милиарда долара. Завършването на проекта съвпада със Световната икономическа криза, започнала през 2007 година, както и с пренасищането на местния пазар на недвижими имоти. Тъй като емирството Дубай е затруднено в обслужването на дълговете си, то е принудено да търси помощ от съседното емирство Абу Даби. В резултат на това по време на церемонията по откриването сграда изненадващо е преименувана от Бурдж Дубай на Бурдж Халифа в чест на емира на Абу Даби и президент на Обединените арабски емирства Халифа ибн Заид ал-Нахаян, заради критичната помощ, оказана от него за проекта.
През март 2009 от предприемача Емаар Пропъртис обявяват, че цената на офисните площи в сградата е достигнала 43 хиляди долара на квадратен метър, а на жилищата – 37 хиляди долара на квадратен метър. Поради слабото търсене на пазара на недвижими имоти в Дубай, наемите в Бурдж Халифа спадат с 40% за първите десет месеца след откриването на сградата. През октомври 2010 година около 825 от 900-те жилищни апартамента остават празни.

## Архитектура
Дизайнът на Бурдж Халифа е базиран на комбинираните геометрични компоненти, характерни за ислямската архитектура. В дизайна на сградата има включени архитектурни и културни елементи, характерни за региона. Y-образната основа е идеална за хотелски и жилищни сгради, тъй като чрез нея се постигат максимален брой стаи с външен изглед и максимално оползотворяване на слънчевата светлина. Сградата се състои от три компонента, разположени около централно ядро. С нарастване на височината, в страничните компоненти са направени тераси, така че страничните компоненти стават все по-тесни до върха. Броят на терасите е 27. Най-отгоре се показва централното ядро, върху което е поставена кула. В най-високата си точка кулата се люлее хоризонтално, като прави осцилации с дължина 1,5 метра.

### Разположение
Бурдж Халифа е проектиран като централният елемент на Даунтаун Дубай, мащабен градоустройствен комплекс със смесено предназначение, който включва 30 000 жилища, 9 хотела, 30 000 m² паркови площи, поне 19 високи жилищни сгради, търговския център Дубай Мол и изкуственото езеро Бурдж Халифа с площ 120 000 m². Основната цел на Даунтаун Дубай, както и на другите внушителни строителни проекти в Дубай, като Палмовите острови, е да привлекат вниманието на чуждите инвеститори към пазара на недвижими имоти в града.

### Етажи
Съгласно проекта на долните 37 етаж има хотели, като между 9 и 16 етаж е разположен хотел „Армани“. Между 45 и 124 етажи има луксозни апартаменти. Върхът на сградата е оборудван с комуникационна техника.
Бетонната конструкция на сградата достига до 586-ия метър – 155-и етаж (който е мезонетен). Следва метална конструкция до 162-ри етаж на височина от 624 метра. На тази височина приключва официалното броене на етажите. Оттук нагоре, до височина 768 метра следват още 44 етажа (продължава металната конструкция). Последната част от сградата представлява мачта, която се издига до височина около 828 метра.

### Рекордна височина
Построяването на Бурдж Халифа връща рекорда за най-висока конструкция в света в Близкия изток, където той се държи в продължение на четири хилядолетия от Хеопсовата пирамида, преди да бъде надминат през 1311 година от Кьолнската катедрала в Европа.
Със своята изключителна височина сградата държи няколко световни рекорда:
- Най-висок небостъргач до върха: 828 m (предишен рекорд: Тайпе 101 – 509,2 m)
- Най-висока конструкция, строена някога: 828 m (предишен рекорд: Варшавска радиомачта – 646,38 m)
- Най-висока съществуваща конструкция: 828 m (предишен рекорд: KVLY – 628,8 m)
- Най-висока свободно стояща конструкция: 828 m (предишен рекорд: Си Ен Тауър – 553,3 m)
- Сграда с най-много етажи: 160 (предишен рекорд: Уилис Тауър – 108)[13]
- Най-висока асансьорна инсталация[14][15]
- Най-бърз асансьор: 18 m/s[15] (предишен рекорд: Тайпе 101 – 16,83 m/s)
- Най-високо вертикално изпомпване на бетон при сграда: 606 m[16] (предишен рекорд: Тайпе 101 – 449,2 m)
- Първата най-висока конструкция в света, включваща жилищни площи[17]
- Най-висока външна наблюдателна площадка: 452 m[18][19]
- Най-висока джамия – на 158-ия етаж[20][21]
- Най-висока структурна фасада от алуминий и стъкло: 512 m[22]
- Най-висок плувен басейн – на 76-ия етаж[20]
- Най-висок нощен клуб – на 144-тия етаж[23]

## Строителство
Към 20 май 2008 г. височината на сградата е 649,70 метра, което я прави най-високата постройка, правена някога на Земята, по всички 4 критерия според Съвета за високи сгради и градски райони (The Council on Tall Buildings and Urban Habitat (CTBUH)).
На 17 януари 2009 г. е достигната височина 824,56 метра, като продължава изграждането на фасадата на кулата и пространството около нея.
- 1 февруари 2006
- 29 август 2006
- 21 март 2007
- 9 август 2007
- 4 декември 2007
- 11 март 2008